# Мирко Божић
Мирко Божић (Сињ, 21. септембар 1919 — Загреб, 1. август 1995) био је југословенски књижевник хрватског порекла.
Студирао је Правни факултет у Београду. У току Другог светског рата био је члан НОП-а. Након рата налазио се на бројним функцијама. Био је директор Драме Хрватског народног казалишта у Загребу, затим уредник часописа Културни радник, Литература, Књижевник и недељника Телеграм, а касније интендант загребачког ХНК и подпретседник Хрватског сабора.
Најзначајнији део његовог опуса чини Трилогија о Курланима. Поред романа писао је и сценарија за филмове, ТВ драме и серије, као и радио драме.

## Награде
- НИН-ова награда 1955. за роман Неисплакани
- Награда Владимир Назор 1985. за животно дело